# Língua kapingamarangi
Kapingamarangi é uma língua Polinésia falada por cerca de 3 mil falantes (dados de 1995) nos Estados Federados da Micronésia. A língua se relaciona com a língua nukuoro.

## História
A língua Kapingamarangi é falada em Kapingamarangi, na ilha Pohnpei e na vila Pohnrakied village de Pohnpei. Kapingamarangi foi descoberta em uma expedição no ano de 1557 pelo navegador espanhol Hernando de Grigalvan (Elbert, 1946). Kapingamarangi, também conhecido como Kirinit, é classificada na família das línguas austronésias, juntamente com muitas outras línguas do Pacífico. Kapingamarangi é um atol localizado no estado de Pohnpei dos Estados Federados da Micronésia. Em Poohnpei, Kapingamarangi é o atol mais ao sul do país e das Ilhas Carolinas. A área total da ilha Kapingamarangi é de 72 quilômetros. Os recifes ocidentais das ilhas ficam quase submersom na água durante a maré alta. A língua Kapingamarangi não é falada somente no atol de mesmo nome, mas também na vila Pohnrakied, localizada em Pohnpei. Pohnpei é a maior, mais elevada, mais povoada, e uma das desenvolvidas ilhas dos Estados Federados da Micronésia. Também faz parte do grupo de Ilhas Carolinas. A ilha Pohnpei é administrada pelo governo da Micronésia.

## Escrita
A língua Kapingamarangi usa o alfabeto latino sem as letras c, f, j, q, v, x, y, z que podem, porém, ser usadas em palavras de origem estrangeira.

### Amostra de texto
Pai-Nosso
Di madau Damana dela i di langi, do ingoo gi dabuaahia, do Heenua King gi gila mai, do manawa gii gila i henuailala, gii hai be doo hai i di langi. Gaamai madau meegai gi humalia mai gi gimaadou dangi nei. Weedee madau ihala la gi daha, gii hai be gimaadou ala e dumaalia gi nia hala o digau ala ne hai mai gi gimaadou. Hudee dugu anga gimaadou gi nia hagamada. Dahia adu gimaadou gi daha mo nia huaidu. Idimaa, ni aau go do Heenua, di mogobuna, mo di madamada, gaa hana hua beelaa. Amen.